# Marie Gottfriedová
Marie Gottfriedová (* 15. května 1975 Ústí nad Labem) je ředitelkou Základní školy v Trmicích a zastupitelkou.
V letech 2019 a 2024 neúspěšně kandidovala do Evropského parlamentu jako nezávislá na kandidátce Klubu angažovaných nestraníků (KAN).

## Učitelská kariéra
Marie Gottfriedová vystudovala Pedagogickou fakultu Univerzity Jana Evangelisty Purkyně v Ústí nad Labem. V trmické Základní škole působí od roku 1999. Od roku 2005 je její ředitelkou. V roce 2012 rada města vypsala konkurz na její místo, proti čemuž byla sepsána petice. Podle kritiků rozhodnutí města ji trmická vláda chtěla odsunout z politických důvodů - Gottfriedová byla tehdy opoziční zastupitelkou.

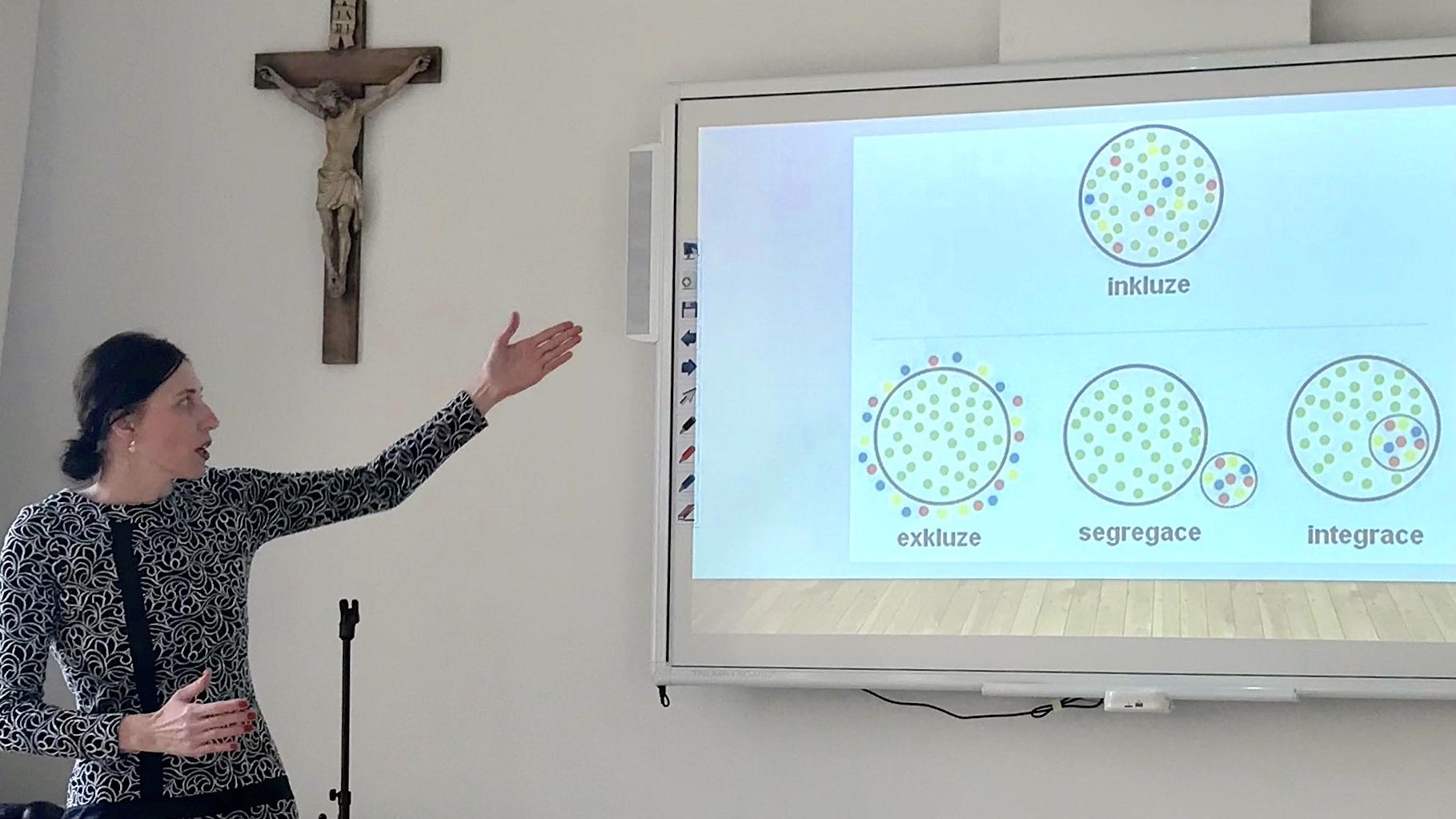
Marie Gottfiredová vysvětluje sociální inkluzi, setkání pastoračních asistentů, Litoměřice, listopad 2017

Základní škola od roku 2004 uplatňuje tzv. inkluzi, inkluzivní vzdělávání V roce 2016 školu navštěvovalo asi 300 žáků, z toho přibližně 70 žáků mělo speciální vzdělávací potřeby.
Od roku 2012 řídila Marie Gottfriedová církevní školství v litoměřické diecézi.

### Ocenění
V roce 2015 dostala ocenění Roma Spirit za vzdělávání romských dětí a Cenu Alice Masarykové za práci v oblasti lidských práv.

## Občanské a církevní angažmá
Ústecký krajský soud v prosinci 2010 vyhlásil konkurz na katolickou farnost v Trmicích. Rozprodání majetku farnosti mělo částečně uspokojit věřitele. Marie Gottfriedová se stala předsedkyní Spolku pro záchranu kostela v Trmicích – Fiat Voluntas Tua, který usiloval o odkup kostela, aby nepřešel do soukromých rukou a aby mohla být zachována jeho původní funkce. Cena kostela byla odhadována na 22 milionů Kč, ale sdružení kostel jakožto jediný zájemce v roce 2013 odkoupilo ve výběrovém řízení za 6,9 milionu Kč. Prostředky občanské sdružení získalo veřejnou sbírkou.
Gottfriedová je také členkou spolku Pro kostely z.s., jemuž do listopadu 2018 předsedala.

## Politická kariéra

### Trmice
Marie Gottfriedová je od roku 2002 místní zastupitelkou v Trmicích – již několik období. Naposled jako číslo 1 na kandidátce Sdružení nestraníků (Sdružení nestraníků Trmice, založeno v říjnu 2013),
kde v roce 2018 získala 10,54 % hlasů, 1 mandát pro Sdružení z celkem 15 mandátů zastupitelstva,
v roce 2014 11,34 % hlasů, 1 mandát ze 2 pro Sdružení.
V roce na kandidátce TOP 09, 16,60 % hlasů, 1 mandát.
V roce číslo 3 na kandidátce ČSSD, 10,51 % hlasů, 1 ze 3 mandátů ČSSD,
v roce 2002 9,56 % hlasů, 1 ze 6 mandátů ČSSD.
V roce 1998 na kandidátce Sdružení US, NK s 6,18 % hlasů ještě neuspěla.

### Evropský parlament
V roce 2019 kandidovala do Evropského parlamentu jako nezávislá na kandidátce Klubu angažovaných nestraníků (KAN), na níž získala nejvíce preferenčních hlasů – 141. KAN ale s pouhými 0,10 % neuspěl. Ve volbách do Evropského parlamentu v červnu 2024 kandidovala jako nestraník na 3. místě kandidátky KAN. Hnutí však získalo pouze 0,15 % hlasů a zvolena tak nebyla.